# Tochylove
Tochylove  (ucraniano: Точилове) es una localidad del Raión de Podilsk en el Óblast de Odesa de Ucrania. Según el censo de 2001, tiene una población de 1181 habitantes.